# Molophilus compactus
Molophilus compactus är en tvåvingeart som beskrevs av Alexander 1950. Molophilus compactus ingår i släktet Molophilus och familjen småharkrankar.
Artens utbredningsområde är Venezuela. Inga underarter finns listade i Catalogue of Life.